# 오바타촌 (아이치현)
오바타촌(小幡村)은 일본 아이치현 히가시카스가이군에 설치되었던 촌이다. 현재의 나고야시 모리야마구의 일부에 해당한다.